# Catalina Mayoral Arroyo
Catalina Mayoral Arroyo (Madrid, 9 de noviembre de 1901-Barcelona, 30 de enero de 1993) fue una matrona y enfermera republicana española. Militante del Partido Comunista de España (PCE) y de Unión General de Trabajadores (UGT), sufrió la cárcel y la represión franquista.

## Biografía
Mayoral cursó estudios de matrona en la Universidad de Madrid durante los años 1923-24 y 1924-25, junto con la carrera de practicante, con calificaciones excelentes. Entonces la carrera de matrona era exclusivamente femenina. Inscrita en el Colegio Oficial de Comadronas con el número 131, fue funcionaria del Cuerpo de Prisiones, primero en Valencia y más tarde en Madrid, donde en noviembre de 1933 atendió el primer parto que se produjo en la Cárcel de Ventas, media hora después de ser inaugurada por la directora general de Instituciones Penitenciarias Victoria Kent. Este hecho quedó inmortalizado por el fotógrafo Alfonso Sánchez García en El Mundo gráfico. En 1935 Mayoral formó parte, con el número 28, del Cuerpo de Instructoras Sanitarias y Visitadoras de Madrid, creado en 1934 por Mercedes Milá Nolla. Su misión era el estudio de las condiciones socioeconómicas, familiares y sanitarias en los ámbitos rurales, la difusión de medidas correctas de higiene y alimentación y la prevención de enfermedades infecciosas, especialmente la tuberculosis y enfermedades venéreas. En 1937 fue nombrada Profesora de partos, con un complemento de sueldo de 150 pesetas, en atención al exceso de trabajo que acumulaba.
Terminada la Guerra civil española con la derrota de la República, se inició la represión política y la depuración total del funcionariado estatal. El colectivo de las comadronas fue especialmente maltratado, ya que sus conocimientos de anatomía y control del cuerpo femenino las hacían sospechosas de propagar métodos anticonceptivos y provocar abortos. Mayoral fue detenida y se le abrieron dos causas: de una de ellas fue absuelta, pero en la otra se le acusó de pertenencia al Partido Comunista y UGT, de ser «la mano derecha» de la política Dolores Ibárruri, amiga del ministro de sanidad Jesús Hernández Tomás y espiar a los funcionarios de derechas desde su cargo de inspectora de los Dispensarios Infantiles de Castilla-La Mancha. Varias personas declararon en su contra. Se salvó de la pena de muerte gracias al testimonio del marido de Matilde Pompey, mujer de derechas presa durante la República, el cual declaró que Mayoral había salvado la vida de su esposa y le había dado 500 ml. de su propia sangre después de una grave hemorragia en el parto, además de admitir que tenía un comportamiento humanitario con las presas.
El 19 de diciembre de 1939, fue sentenciada a doce años y un día de reclusión por "auxilio a la rebelión". En la cárcel de mujeres de Ventas coincidió con otras matronas como Purificación de la Aldea, Trinidad Gallego, Soledad Ruíz Hernando (condenada inicialmente a muerte y conmutada) y Josefa Martínez López (muerte en prisión) que, durante su reclusión, intentaron mejorar la precaria asistencia sanitaria de la que disponían las presas.
El 28 de noviembre de 1941, mientras estaba encarcelada, fue citada por el tribunal de depuraciones y, al no presentarse, fue cesada del escalafón de funcionarios públicos, según consta en un documento firmado por Antonio Carrasco Cobo, secretario del Tribunal Regional de Responsabilidades Políticas de Madrid. No fue hasta 1962, cuando residía en Barcelona, que solicitó al decano de la Facultad de Medicina de Madrid la actualización de su título de practicante. Murió en enero de 1993.